# Jean-Jacques Rousseau Levaillant
Pour les articles homonymes, voir Jean-Jacques Rousseau (homonymie), Rousseau et Levaillant.
Jean-Jacques Rousseau Levaillant est un militaire et un naturaliste français né le 23 décembre 1793 à Paris, où il est mort le 23 décembre 1877.

## Biographie
Jean-Jacques Rousseau Levaillant est l’un des quatre fils de l’ornithologue François Levaillant (1753-1826), le seul qui manifeste un intérêt pour l’histoire naturelle. Il s’engage dans l’armée française durant les guerres napoléoniennes et prend part à la retraite de Russie, aux batailles de Lützen, de Bautzen et de Leipzig. Fait prisonnier à Dresde, il est détenu jusqu’à la fin de la guerre. Libéré, il participe presque aussitôt à la campagne d’Espagne de 1823 à 1828. En 1838, il part en Algérie où il reste dix ans.
Il commande alors le bataillon de la Mission d'exploration scientifique de l'Algérie et supervise la constitution de collections destinées au Muséum national d'histoire naturelle, pour  lequel il récolte entre 1840 et 1842 un grand nombre d'insectes dans l'ouest de la région d'Oran. On lui doit la description du bruant du Sahara en 1850 ainsi que deux autres oiseaux de la famille du faucon conservés au Muséum national d'histoire naturelle (il fait don d'une gerbille champêtre le 11 juin 1851, no 377 du catalogue des mammifères du M.N.H.N). Il occupe alors le poste de commandant de place à Philippeville.
Fait officier de la Légion d'honneur en tant que chef de bataillon commandant de place en 1848, il prend sa retraite en 1854. Il résidait rue Bonaparte à Paris en 1877. Il est enterré près de son père à La Noue.
Amateur du jeu de dominos, Jean-Jacques Rousseau Levaillant appartenait au club parisien des Dominotiers, fondé vers 1838 par le sculpteur Dantan le Jeune, qui regroupait 70 personnalités de Paris et du Nord de la France passionnées par les dominos.
Jean-Jacques Rousseau Levaillant était le cousin germain de Caroline Aupick, mère de Charles Baudelaire ; il fut le seul, des fils Levaillant,à nouer des liens d'amitié[réf. nécessaire]  avec le poète des Fleurs du Mal.
Il ne doit pas être confondu avec son frère Jean Levaillant (Cambrai 1790-Sézanne 1876), général de brigade et commandeur de la Légion d'honneur.

## Source
- Barbara Mearns et Richard Mearns (1988). Biographies for Birdwatchers: The Lives of Those Commemorated in Western Palearctic Bird Names, Academic Press (Londres) : 490 p.  (ISBN 0124874223)